# Красноярка (приток Найбы)
Красноярка — река на острове Сахалин.
Впадает в реку Найба правым притоком в 55 км от устья. В административном отношении протекает по Долинскому району Сахалинской области.
Длина реки 31 км. Площадь водосборного бассейна насчитывает 200 км². В верхнем течении река имеет широтное направление и течёт с запада на восток, ниже меняет направление и течёт с юго-запада на северо-восток.

## Данные водного реестра
По данным государственного водного реестра России относится к Амурскому бассейновому округу.
Код объекта в государственном водном реестре — 20050000212118300005581.